# Feldflieger Abteilung
Feldflieger Abteilung (FFA) – polowy oddział lotniczy – jednostki liniowe lotnictwa niemieckiego Luftstreitkräfte na początku I wojny światowej.
Pierwsza jednostka tego typu została utworzona w 1912 roku, była to Feldflieger-Abteilung 1 dysponujące czterema samolotami, 21 oficerami i 306 szeregowymi. W momencie rozpoczęcia I wojny światowej w sierpniu 1914 lotnictwo niemieckie było w pierwszej fazie organizacji. Istniały 33 jednostki FFA (30 pruskich oraz 3 bawarskie) przydzielone po jednej do każdego z ośmiu dowództw armii oraz po jednej do każdego z 25 korpusów armijnych. Każda jednostka składała się z 6 dwumiejscowych samolotów. Ich rola polegała na rozpoznaniu stanowisk nieprzyjaciela oraz przewożeniu rozkazów pomiędzy jednostkami.
Do końca marca 1915 roku liczba jednostek lotniczych FFA została zwiększona do 72. W związku ze zmianami zachodzącymi w lotnictwie pojawiły się także pierwsze wyspecjalizowane jednostki bombowe (Kampfstaffel Kasta) oraz w kilka miesięcy później myśliwskie (Jagdstaffel Jasta). 